# Ielîzavetivka, Korostîșiv
Ielîzavetivka (în ucraineană Єлизаветівка) este un sat în comuna Kropîvnea din raionul Korostîșiv, regiunea Jîtomîr, Ucraina.

## Demografie
Componența lingvistică a localității Ielîzavetivka
     Ucraineană (100%)
Conform recensământului din 2001, toată populația localității Ielîzavetivka era vorbitoare de ucraineană (100%).